# 淮安市基督教堂
淮安市基督教堂，为中国江苏省淮安市的一座大型基督教教堂，位于清河区上海西路。
该堂前身为美南长老会开辟的同庆街礼拜堂，为该会在清江的中心教堂，位于城外同庆街14号（今越河路东侧），占地4亩，可容纳500人，建于1925年。1958年实行联合礼拜，同庆街礼拜堂为全市各教派5所教堂中唯一保留教堂。1966年文化大革命期间教堂关闭，被五金厂占用。文革结束后，将和平路原牧师楼改为福音堂聚会。由于信徒增加迅速，1999年易地建成建筑面积3685平方米，可容纳4000名信徒聚会。